# Jake Bailey
Jake Bailey (Phoenix, 18 giugno 1997) è un giocatore di football americano statunitense che milita nel ruolo di punter per i Miami Dolphins della National Football League (NFL).

## Carriera

### New England Patriots
Bailey fu scelto nel corso del quinto giro (163º assoluto) del Draft NFL 2019 dai New England Patriots.  Nel training camp si guadagnò il posto di punter titolare al posto del veterano Ryan Allen. Debuttò come professionista nel primo turno calciando 3 punt a una media di 41 yard l'uno. Nel terzo turno fu premiato come giocatore degli special team della AFC della settimana per la sua prestazione contro i New York Jets. La sua stagione da rookie si concluse calciando 81 punt a una media di 44,9 yard l'uno.
Nel 2020 Bailey fu convocato per il suo primo Pro Bowl (non disputato a causa della pandemia di COVID-19) e inserito nel First-team All-Pro dopo avere tenuto una media di 48,7 yard per punt.

### Miami Dolphins
Il 17 marzo 2023 Bailey firmò con i Miami Dolphins.

## Palmarès
- Convocazioni al Pro Bowl: 1

2020
- First-team All-Pro: 1

2020
- Giocatore degli special team della AFC della settimana: 2

3ª e 11ª del 2019